# سوزوکی استبم
سوزوکی استیم (Suzuki Esteem) خودرویی است که در سال‌های ۱۹۹۵–۲۰۰۷در هاماماتسو، ژاپن، هند، کراچی، پاکستان، بوگوتا، کلمبیا و اندونزی تولید شده‌است. طراحی آن موتور جلو، خودرو محور جلو، خودرو چهار چرخ محرک بوده طول آن در حالت طبیعی ۳٬۸۷۰ میلیمتر (۱۵۲٫۴ اینچ)، عرض آن در حالت طبیعی ۱٬۶۹۵ میلیمتر (۶۶٫۷ اینچ) و ارتفاع آن در حالت طبیعی ۱٬۳۹۵ میلیمتر (۵۴٫۹ اینچ) است. 

## نگارخانه

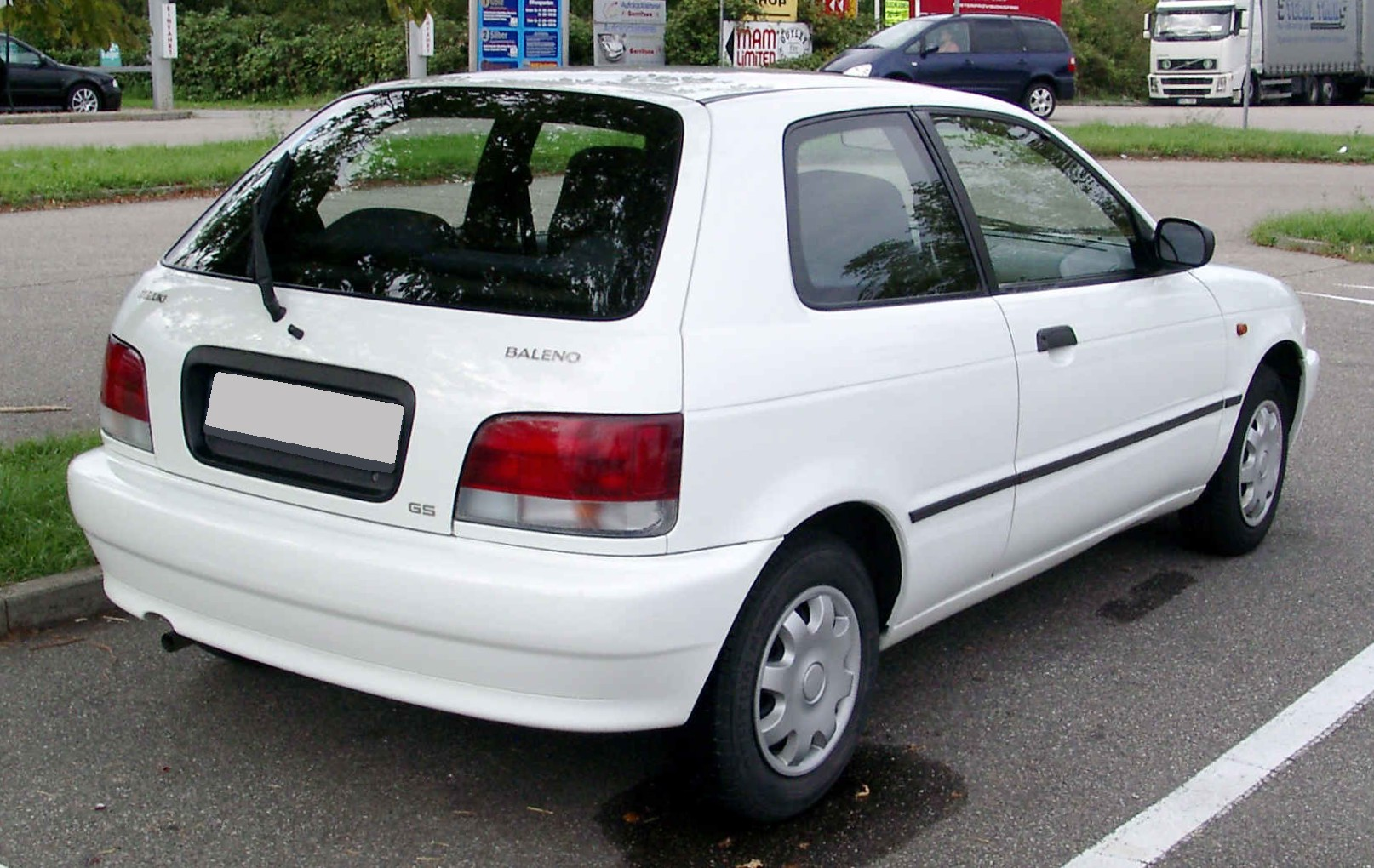
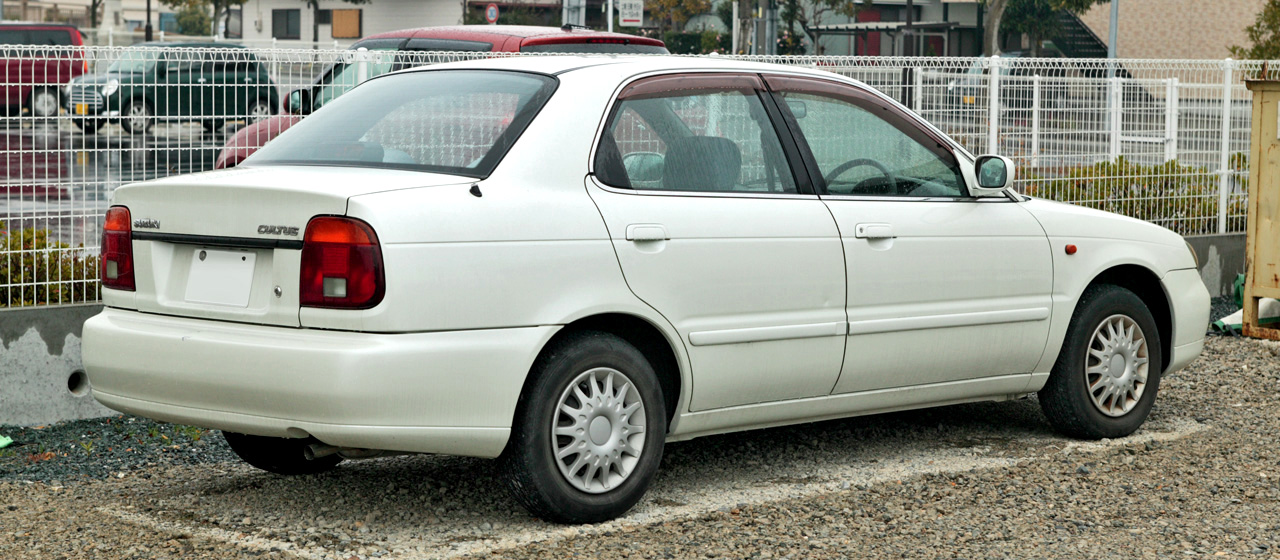
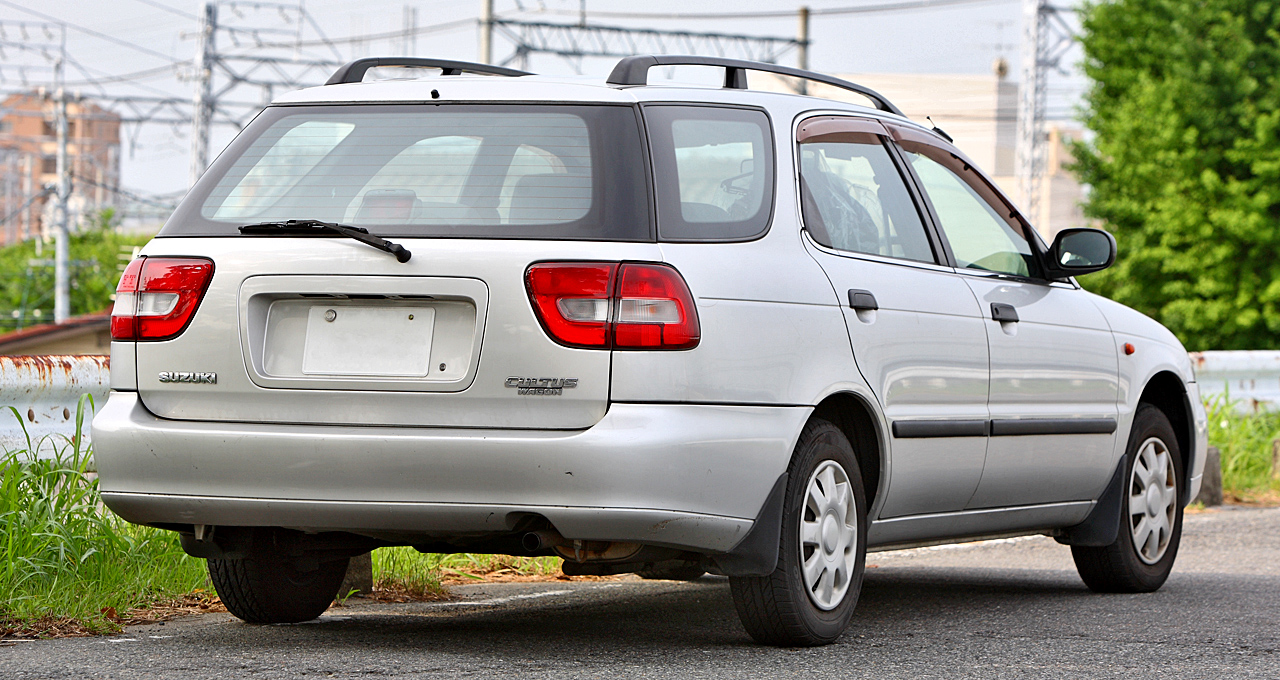
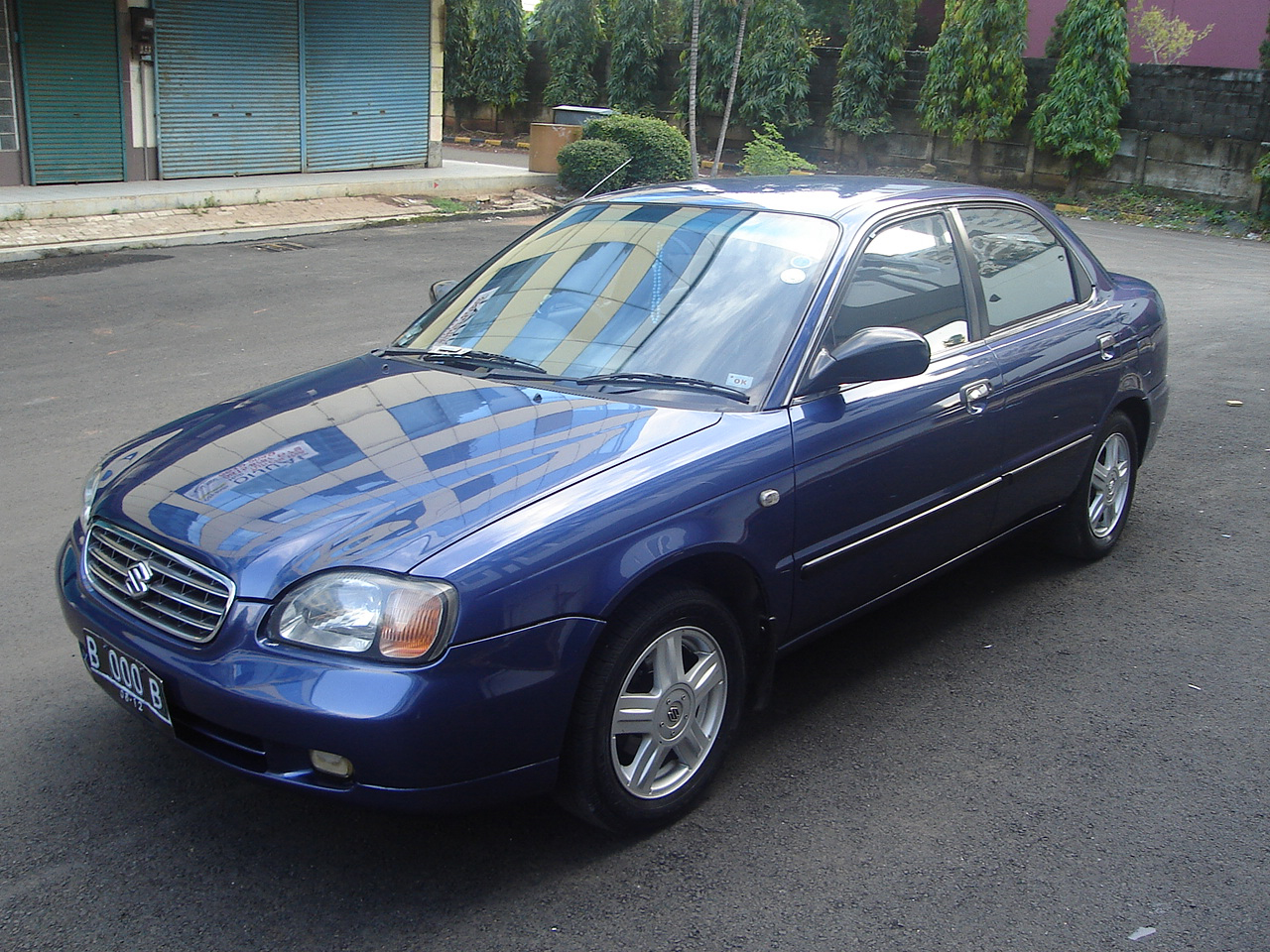